# JDS Oyashio (1959)
JDS Oyashio (SS-511) – pierwszy japoński okręt podwodny wybudowany po II wojnie światowej. Jego projekt był bardzo konserwatywny, oparty na wcześniejszych japońskich doświadczeniach wojennych. Zwodowany 25 maja 1959 w stoczni Kawasaki Zōsen, do 1973 służył jako okręt szkolny, po czym w 1976 został pocięty.